# 어바웃 리키
《어바웃 리키》(영어: Ricki and the Flash)는 2015년 개봉한 미국의 코미디 드라마 영화이다.

## 출연

### 주연
- 메릴 스트립
- 케빈 클라인
- 마미 검머
- 릭 스프링필드
- 세바스찬 스탠

### 조연
- 벤 플랫
- 샤롯 레이
- 애덤 셜먼
- 마리아 디 안젤리스
- 리즈 셀레스테
- 닉 웨스트레이트
- 헤일리 게이츠
- 리사 조이스
- 가브리엘 에버트
- 케알라 세틀

## 기타
- 공동제작: 로코 카루소
- 세트: 조지 드티타 주니어
- 배역: 티파니 리틀 캔필드
- 배역: 버나드 텔시